# Ice-Felix HC-91
Ice-Felix HC-91 (HC-91) је кућни рачунар фирме Ice-Felix који је почео да се производи у Румунији током 1984. године.
Користио је Z80-A микропроцесорску јединицу а RAM меморија рачунара је имала капацитет од 64 KB. 

## Детаљни подаци
Детаљнији подаци о рачунару HC-91 су дати у табели испод.
|                       | |
| [ 1 ]                 | |
| Произвођач            | |
| Тип                   | кућни рачунар |
| Меморија              | 64 KB |
| Поријекло             | Румунија |
| Година                | 1984 |
| Тастатура             | механичка, 40 или 50 тастера (EDIT, TAB, CAPS LOCK, CAPS SHIFT, EXT MODE, DELETE, RETURN, GRAPH, SYMBOL SHIFT, тастери смјера) |
| Процесор              | |
| Фреквенција процесора | 3,5 . |
| RAM                   | 64 KB |
| ROM                   | 16 (Spectrum O.S. и BASIC) |
| Текст                 | 32 стубова x 24 линије |
| Графика               | 256 x 192 пиксела |
| Боја                  | 16 (8 боја, нормално, свијетло)                                                                                                |
| Звук                  | мали звучник (10 октава) |
| Димензије             | 34 (ширина) x 25 (дубина) x 4 (висина) .                                                                                       |
| Портови               | |
| Оперативни систем     | |